# Иммунопатологические процессы (патологическая анатомия)
Иммунопатологи́ческие проце́ссы — патологические изменения органов иммунной системы и нарушения иммунного ответа.
Основными формами нарушения иммунного ответа являются его недостаточность (иммунодефицит) и чрезмерная выраженность (аллергия)

## Структура иммунной системы
К иммунной системе относятся органы и ткани, в которых происходит созревание (дифференцировка) Т- и В-лимфоцитов. Выделяют первичные и вторичные органы иммунной системы.
I. Первичные органы иммунной системы
1. Тимус
2. Костный мозг
3. Сквамозные (многослойные плоские) эпителии покровных тканей.

II. Вторичные органы иммунной системы
1. Лимфатические узлы
2. Белая пульпа селезёнки
3. MALT-структуры
4. SALT-структуры
5. Факультативные лимфоидные структуры.

MALT-структуры
1. Миндалины кольца Вальдеера—Пирогова
2. Червеобразный отросток слепой кишки
3. Пейеровы бляшки
4. Солитарные фолликулы.

В первичных (центральных) органах проходит первый этап дифцировки лимфоцитов, до взаимодействия их с антигеном (этап антиген-независимой дифференцировки). Т-лимфоциты при этом созревают в тимусе (после инволюции тимуса его роль на себя берут многослойные плоские эпителии), В-лимфоциты — в красном костном мозге.
Вторичные (периферические) органы обеспечивают последующее созревание Т- и В-лимфоцитов после взаимодействия их с антигенами (этап антиген-зависимой дифференцировки). В лимфоузлах и в лимфоидной ткани селезёнки дифференцируются как Т-, так и В-лимфоциты. В MALT-структурах и факультативных лимфоидных образованиях созревают в основном В-лимфоциты, в SALT-структурах — преимущественно Т-лимфоциты.
MALT-структуры (MALT — аббревиатура от англ. mucosa-associated lymphoid tissue) — лимфоидная ткань слизистых оболочек пищеварительного тракта, дыхательных и мочеполовых путей, конъюнктивы. К MALT-структурам относятся (1) миндалины кольца Вальдеера—Пирогова, (2) червеобразный отросток слепой кишки, (3) пейеровы бляшки и (4) солитарные фолликулы.
SALT-структурами (SALT — от англ. skin-associated lymphoid tissue) называют небольшие скопления иммунокомпетентных клеток вокруг мелких сосудов в сосочковом и ретикулярном слоях дермы.
Факультативными лимфоидными образованиями называются лимфоидные структуры в виде солитарных фолликулов, возникающие только при патологических процессах в тех органах, где в норме лимфоидная ткань отсутствует. Например, лимфоидные фолликулы формируются в портальных трактах печени при хроническом вирусном гепатите C, в щитовидной железе при аутоиммунном тиреоидите или в слизистой оболочке желудка при геликобактериозе.

## Возрастная инволюция тимуса
Тимус подвергается физиологической атрофии (возрастной инволюции). При этом уменьшается прежде всего объём лимфоидной ткани органа. Возрастная инволюция тимуса начинается с 5—7-летнего возраста и в основном завершается к пубертатному периоду (периоду полового созревания). Паренхима тимуса замещается белой жировой тканью (липоматоз тимуса). Однако небольшие фрагменты активной паренхимы сохраняются на протяжении всей жизни человека. Функция тимуса в постинволютивном периоде переходит к покровным тканям, выстланным многослойным плоским эпителием (кожа, некоторые слизистые оболочки, прежде всего слизистая оболочка полости рта). Наглядной иллюстрацией этому являются изменения иммунитета при синдроме Ди Джорджи. Иммунодефицитное состояние при этом заболевании, обусловленное врождённой гипоплазией тимуса, сохраняется первые пять лет жизни ребёнка. В последующие годы, если больной не погибает от проявлений иммунодефицита, функция иммунной системы восстанавливается благодаря тому, что клетки многослойных плоских (сквамозных) эпителиев приобретают способность продуцировать тимические гормоны и, благодаря этому, привлекать предшественников Т-лимфоцитов из костного мозга, обеспечивая их созревание в покровных тканях.

## Патология тимуса
В тимусе могут возникать разнообразные патологические процессы: (1) воспаление (тимит), (2) доброкачественные и злокачественные опухоли, (3) пороки развития. Однако наибольшее значение имеют (4) глюкокортикоид-зависимые поражения — акцидентальная трансформация и глюкокортикоид-ассоциированная гиперплазия.

### Влияние глюкокортикоидных гормонов на лимфоциты
Глюкокортикоиды (гормоны пучковой зоны коры надпочечников) являются дифференцировочными факторами (т.е. факторами, способствующими созреванию) для всех лимфоцитов, в том числе лимфоцитов тимуса.
1. Глюкокортикоидные гормоны в нормальной концентрации тормозят размножение (пролиферацию) лимфоцитов и способствуют их дифференцировке.
2. При недостатке глюкокортикоидов (хроническая надпочечниковая недостаточность) отмечается усиленная пролиферация лимфоцитов (глюкокортикоид-ассоциированная гиперплазия лимфоидной ткани), но не происходит их созревания. В результате этого образуется большое количество функционально неполноценных лимфоцитов, поэтому развивается иммунодефицитное состояние. Лимфоидные органы (тимус, лимфатические узлы, миндалины, селезёнка и др.) увеличиваются. Значительное увеличение тимуса обозначается термином тимомегалия; увеличение всех групп лимфоузлов называется генерализованной лимфаденопатией.
3. При высокой концентрации глюкокортикоидов в организме, что характерно для хронического дистресс-синдрома, лимфоциты под влиянием этих гормонов разрушаются путём апоптоза (избыток глюкокортикоидов активирует в лимфоцитах программу апоптоза). При этом уменьшается количество лимфоцитов и, следовательно, объём лимфоидной ткани. Уменьшение тимуса обозначается термином акцидентальная трансформация (от лат. accidentalis — случайный). «Случайным» этот процесс был назван потому, что причины его не были ясны. Хронический дистресс-синдром сопровождает различные тяжёлые заболевания (злокачественные опухоли, инфекционные болезни). Акцидентальная трансформация тимуса способствует развитию иммунодефицитного состояния, усугубляя и без того тяжёлое течение основного заболевания.

### Глюкокортикоид-ассоциированная гиперплазия лимфоидной ткани
В зависимости от того, в каком периоде онтогенеза развивается хроническая надпочечниковая недостаточность, выделяют две формы глюкокортикоид-ассоциированной гиперплазии лимфоидной ткани: (1) врождённую (лимфатико-гипопластический диатез, status thymico-lymphaticus) и (2) приобретённую. Врождённая форма развивается во внутриутробном периоде, приобретённая — в постнатальном онтогенезе.
Для лимфатико-гипопластического диатеза, кроме дисгормональной гиперплазии лимфоидной ткани, характерны пороки развития внутренних органов, прежде всего сердца, в виде гипоплазии. У таких больных в случаях значительного напряжения защитно-приспособительных механизмов (тяжёлое заболевание, травма, оперативное вмешательство, интенсивные физические нагрузки) может наступить внезапная смерть. Её причиной является недостаточность в организме глюкокортикоидных гормонов, вследствие чего развиваются сосудистый коллапс и шок.

### Акцидентальная трансформация тимуса
Широкое распространение в отечественной патологической анатомии получила схема морфогенеза акцидентальной трансформации, предложенная Т. Е. Ивановской. Первые четыре стадии акцидентальной трансформации являются обратимыми.
1 стадия — умеренная гиперплазия тимуса в острую фазу стресс-синдрома.
2 стадия — очаговая делимфатизация (гибель лимфоцитов) коры тимических долек.
3 стадия — тотальная делимфатизация коры (стадия инверсии слоёв). Лимфоциты тимуса в мозговом веществе количественно преобладают над тимоцитами коры, и оно в тканевых срезах, окрашенных гематоксилином и эозином, становится темнее коркового (в норме — наоборот).
4 стадия — тотальная делимфатизация тимических долек (как коркового, так и мозгового вещества) и гибель эпителиальных клеток тимуса (стадия гигантских телец Гассаля). В этой стадии тельца Гассаля, в норме расположенные только в мозговом веществе, появляются на территории всей дольки, в том числе и в коре. Их много, они различных размеров (полиморфизм телец Гассаля), некоторые из телец резко увеличены (гигантские тельца). В основном тельца Гассаля образованы детритом (разрушенными эпителиальными клетками), тогда как в норме они состоят из ороговевающих эпителиоцитов.
5 стадия — необратимые атрофические изменения тимуса.

## Аллергия (реакции гиперчувствительности)
Аллерги́я (реакции гиперчувствительности) — проявление чрезмерно выраженного иммунного ответа. Антиген, вызывающий аллергию, называется аллерге́ном.

### Классификация форм аллергии
Аллергические реакции классифицируют следующим образом:
I. Природа аллергена
1. Аллергия на внешние антигены
2. Аутоаллергия (реакция «хозяин против хозяина», РХПХ)
3. Реакция «трансплантат против хозяина» (РТПХ).

II. Скорость развития изменений
1. Аллергия немедленного типа
2. Аллергия отсроченного (позднего) типа
3. Аллергия замедленного типа.

Особые варианты аллергии замедленного типа:
1. Реакции трансплантационного иммунитета (реакции отторжения трансплантата, реакция «хозяин против трансплантата» — РХПТ)
2. Реакции туберкулинового типа
3. Контактная гиперчувствительность.

III. Механизм развития аллергии (S. Sell, 1978)
1. Реагиновые (IgE-зависимые) реакции [аллергические реакции I типа]
2. Гуморальные цитотоксические реакции [аллергические реакции II типа]
3. Иммунокомплексные реакции [аллергические реакции III типа]
4. Клеточные цитотоксические реакции [аллергические реакции IV типа]
5. Аллергические реакции аутоантител [аллергические реакции V типа]
6. Гранулёматозное воспаление [аллергические реакции VI типа].

### Природа аллергена
В зависимости от природы аллергена различают реакции на экзоаллергены, аутоаллергию и реакцию «трансплантат против хозяина».
1. Аллергия на внешние антигены (экзоаллергены). Заболевания, развивающиеся при этом, называются экзогенные аллергозы (например, аллергическая бронхиальная астма, поллинозы).
2. Аутоаллергия — аллергия на собственные антигены (аутоантигены). Заболевания, в основе которых лежит аутоаллергия, называются аутоиммунными.
3. Реакция «трансплантат против хозяина» (РТПХ) — агрессия иммунных факторов, содержащихся в трансплантате, против органов и тканей реципиента. РТПХ чаще развивается при трансплантации костного мозга, сопровождается повреждением различных органов и может привести к смерти больного. Различают три формы РТПХ: (1) взрослую (гомологичная болезнь), (2) детскую (рант-болезнь) и (3) перинатальную (синдром Оменна).

### Скорость развития аллергической реакции
По скорости развития изменений выделяют реакции немедленного, отсроченного и замедленного типов.
1. Аллергия немедленного типа (реакции гиперчувствительности немедленного типа, АНТ, реакции ГНТ) развивается обычно в течение нескольких минут. Тканевые изменения при этом описываются термином острое иммунное (аллергическое) воспаление.
2. Аллергия отсроченного (позднего) типа. Реакции позднего типа формируются в течение 1—6 часов.
3. Аллергия замедленного типа (реакции гиперчувствительности замедленного типа, АЗТ, реакции ГЗТ) развивается не менее чем через 24 часа. Тканевые изменения при этом обозначаются как хроническое иммунное (аллергическое) воспаление.

### Особые варианты аллергии замедленного типа
Особыми вариантами аллергии замедленного типа являются реакции трансплантационного иммунитета, реакции туберкулинового типа и контактная гиперчувствительность.
1. Реакции трансплантационного иммунитета называют также реакциями отторжения трансплантата или реакцией «хозяин против трансплантата» (РХПТ). При микроскопическом исследовании при этом в трансплантате обнаруживаются два типа изменений: (1) продуктивная воспалительная реакция (лимфогистиоцитарный инфильтрат) и (2) альтеративные изменения клеток трансплантата вплоть до их гибели. Характерными являются тесные контакты клеток инфильтрата и клеток трансплантированной ткани.
2. Реакции туберкулинового типа развиваются при кожных аллергических пробах, с помощью которых можно диагностировать выраженность иммунного ответа на определённый антиген (например, пробы с туберкулином, бруцеллином и другими антигенными препаратами).
3. Контактная гиперчувствительность — реакция замедленного типа в месте контакта покровной ткани (кожи, слизистой оболочки) и аллергена. Эта форма аллергии лежит в основе таких заболеваний, как контактный аллергический дерматит, контактный аллергический хейлит и контактный аллергический стоматит.

### Механизм развития аллергической реакции
По S. Sell (1978) различают шесть типов аллергических реакций. Реакции VI типа (гранулёматозное воспаление) традиционно рассматриваются как проявления продуктивного воспаления.
1. Реакции I типа (реагиновые реакции, IgE-зависимые реакции) — аллергические реакции, развивающиеся под влиянием IgE (реагинов). При этом происходит дегрануляция тучных клеток (лаброцитов, тканевых базофилов), обусловливающая возникновение (1) отёка, (2) полнокровия микрососудов и (3) бронхоспазма. Некроз обычно не развивается. Характерно наличие в ткани многочисленных эозинофильных гранулоцитов. Выделяют две формы реагиновых реакций — анафилактические и атопические. Анафилакти́ческая реакция (анафилактический шок) при определённых условиях может развиться у каждого человека. В отличие от этого, атопия возникает не у всех людей, а только у предрасположенных лиц. Атопические реакции лежат в основе таких заболеваний, как аллергические формы крапивницы и отёка Квинке, поллинозы (аллергические риносинусопатии), атопическая (неинфекционно-аллергическая) бронхиальная астма, диффузный нейродермит, атопический диатез (экссудативно-катаральный диатез).
2. Реакции II типа (гуморальные цитотоксические реакции) — аллергические реакции, в ходе которых происходит повреждение клеток-мишеней под действием гуморальных иммунных факторов (иммуноглобулинов). Типичными примерами реакций II типа являются взаимодействие «ревматоидного фактора» (IgМ к FC-фрагментам IgG при ревматоидном артрите) и «волчаночного фактора» (антинуклеарные антитела при системной красной волчанке) с клетками организма.
3. Реакции III типа (иммунокомплексные реакции) — повреждение тканей, развивающееся под действием избытка циркулирующих полных иммунных комплексов. Полные иммунные комплексы образованы антигеном, антителами к нему и белками комплемента. Основным проявлением иммунокомплексных реакций является иммунокомплексный васкулит. Наиболее часто в процесс вовлекаются капилляры почечных клубочков (иммунокомплексный гломерулонефрит). Для иммунокомплексного воспаления характерно сочетание альтеративных и экссудативных реакций. Альтеративные изменения проявляются, как правило, фибриноидным некрозом стенок сосудов и периваскулярной ткани. Типично образование фибринозного и геморрагического экссудата.
4. Реакции IV типа (клеточные цитотоксические реакции) — аллергические реакции, при которых происходит разрушение клеток-мишеней под влиянием клеток-киллеров — цитотоксических Т-лимфоцитов и К-клеток. Т-лимфоциты-киллеры разрушают только те клетки, к поверхностным антигенам которых они сенсибилизированы. К-клетки («В-лимфоциты-киллеры») уничтожают клетки-мишени, покрытые антителами (антителозависимая клеточная цитотоксичность).
5. Реакции V типа (аллергические реакции аутоантител) — изменение (утрата или усиление) активности белковых молекул под влиянием аутоантител. Например, аутоантитела к инсулину или к инсулиновым рецепторам клеток инактивируют (нейтрализуют) их, следствием чего может быть развитие сахарного диабета. Аутоантитела к фолликулярным тиреоцитам, напротив, через специальные цитолеммальные рецепторы стимулируют эти клетки и увеличивают продукцию ими тиреоидных гормонов, что является причиной тиреотоксикоза. Следовательно, реакции V типа можно подразделить на два варианта: (1) реакции нейтрализации (инактивации) и (2) реакции стимуляции активности белков организма.

## Патологическая аутоиммунизация
Аутоиммуниза́ция (аутоиммунный ответ) — иммунный ответ на собственные антигены. Различают (1) физиологическую (не сопровождающуюся повреждением тканей) и (2) патологическую аутоиммунизацию (аутоаллергию), при которой происходит повреждение тех тканевых структур, против которых направлен аутоиммунный ответ. Значительное повреждение ткани какого-либо органа ведёт к развитию его функциональной недостаточности. Так, при аутоиммунном тиреоидите формируется гипотиреоз (недостаточность продукции тиреоидных гормонов), при аутоиммунном агранулоцитозе развивается лейкопения вследствие разрушения в ходе аутоиммунного ответа нейтрофильных гранулоцитов крови. Выделяют два типа аутоиммунных факторов: (1) факторы клеточного аутоиммунитета (лимфоциты-киллеры, прежде всего аутосенсибилизированные Т-киллеры) и (2) факторы гуморального аутоиммунного ответа (аутоантитела). Основную роль в развитии тканевых повреждений играют клеточные аутоиммунные факторы.

### Механизмы патологической аутоиммунизации
В развитии патологической аутоиммунизации играют роль четыре основных механизма: (1) модификация нормального аутоантигена (изменение структуры аутоантигена), (2) секвестрация аутоантигена ткани забарьерного органа (выход элементов ткани забарьерных органов за пределы гистогематического барьера при его повреждении), (3) антигенная мимикрия (сходство эпитопов аутоантигенов и экзоантигенов, вследствие чего иммунный ответ на внешний антиген сопровождается перекрёстным реагированием на сходный аутоантиген) и (4) недостаточность клеток-супрессоров.

### Аутоиммунные болезни
Аутоимму́нные болезни — заболевания, при которых аутоаллергия является основным звеном патогенеза. Выделяют три группы аутоиммунных болезней: органоспецифические, органонеспецифические и аутоиммунные болезни промежуточного типа. При аутоиммунных заболеваниях в поражённом органе формируется лимфоцитарный или лимфоплазмоцитарный инфильтрат.
1. Органоспецифические аутоиммунные болезни развиваются вследствие повреждения гистогематических барьеров и характеризуются первичным поражением какого-либо одного забарьерного органа (например, щитовидной железы при тиреоидите Хасимото, тимуса при аутоиммунном тимите).
2. Органонеспецифические аутоиммунные болезни отличаются первичным вовлечением в процесс многих органов. При этом в одних случаях аутоиммунное поражение формируется в соединительных тканях (диффузные болезни соединительных тканей), в других — в стенках кровеносных сосудов (системные васкулиты). К диффузным болезням соединительных тканей относятся ревматоидный артрит, системная красная волчанка, системная склеродермия, полимиозит (дерматомиозит), болезнь Бехтерева (анкилозирующий спондилоартрит). Среди системных васкулитов наиболее часто встречаются нодулярный полиартериит (узелковый периартериит), неспецифический аортоартериит Такаясу, височный артериит Хортона, гранулёматоз Вегенера. Ведущим механизмом развития патологической аутоиммунизации при этих заболеваниях является недостаточная функция клеток-супрессоров.
3. В основе большинства аутоиммунных болезней промежуточного типа лежат аллергические реакции аутоантител (аллергические реакции V типа).

### Псевдоаутоиммунные болезни
От аутоиммунных заболеваний необходимо отличать псевдоаутоиммунные болезни (болезни с аутоиммунными нарушениями), при которых формирующийся аутоиммунный ответ не является ведущим фактором в патогенезе. Типичное псевдоаутоиммунное заболевание — ревматизм, тканевые повреждения при котором обусловлены прежде всего действием факторов агрессии Streptococcus pyogenes, а патологическая аутоиммунизация вносит менее существенный вклад в развитие болезни.

## Иммунодефицитные состояния
Иммунодефици́тные состоя́ния (иммунодефици́ты) — патологические изменения, характеризующиеся недостаточностью иммунного ответа. Они являются фоном для развития (1) инфекционных процессов (оппортунистических инфекций), (2) злокачественных опухолей, а также (3) некоторых аутоиммунных заболеваний (при недостаточности гуморального и сохранности клеточного звена иммунитета).

### Первичные иммунодефициты
Первичные иммунодефициты — наследственные и приобретённые в пренатальном периоде иммунодефицитные состояния. К ним относятся (1) первичные дефициты клеточного иммунитета (например, синдром Ди Джо́рджи — гипоплазия тимуса), (2) первичные дефициты гуморального иммунитета (например, синдром Бру́тона — полное отсутствие иммуноглобулинов), (3) первичные комбинированные дефициты, при которых развивается недостаточность как клеточного, так и гуморального иммунитета (например, атаксия-телеангиэктазия Луи-Бар), (4) первичные дефекты фагоцитов и (5) недостаточность белков комплемента.

### Вторичные иммунодефициты
Втори́чные иммунодефици́ты — иммунодефицитные состояния, развивающиеся в постнатальном онтогенезе.
К ним относятся следующие формы иммунодефицитов:
1. Иммунодефицит при хроническом дистресс-синдроме
2. Нозогенные иммунодефициты
3. Ятрогенные иммунодефициты
4. Возрастной (старческий) иммунодефицит
5. Алиментарные иммунодефициты
6. Физиологический гравидарный иммунодефицит.

1. Иммунодефицит при хроническом дистрессе. Длительный интенсивный стресс (хронический дистресс-синдром) сопровождается увеличением содержания в организме глюкокортикоидных гормонов, которые в высоких концентрациях оказывают иммунодепрессивный эффект.
2. Нозоге́нные иммунодефициты. Нозогенными (от греч. nosos — болезнь) называются иммунодефициты, развитие которых связано с каким-либо тяжёлым заболеванием. Чаще всего выраженный вторичный иммунодефицит формируется при вирусных инфекциях (например, при ВИЧ-инфекции или кори), а также при злокачественных новообразованиях.
3. Ятроге́нные иммунодефициты. Ятрогенные (обусловленные лечением) иммунодефициты, как правило, возникают при назначении цитостатиков и длительном применении препаратов глюкокортикоидных гормонов (лекарственный иммунодефицит). В некоторых случаях иммунодефицит может быть обусловлен лучевой терапией (радиогенный иммунодефицит), когда облучению подвергаются значительные объёмы тканей. К ятрогенным иммунодефицитам относится постоперационный иммунодефицит у больных, перенёсших операции с массивной хирургической травмой тканей, и оперированных в условиях общего наркоза. Пик постоперационного иммунодефицита приходится на 2—3 сутки после хирургического вмешательства. Постоперационным иммунодефицитом объясняется повышение частоты оппортунистических и госпитальных инфекций в этом периоде, прежде всего постоперационных пневмоний.
4. Возрастной иммунодефицит. Возрастной иммунодефицит обусловлен старением организма.
5. Алимента́рные иммунодефициты. К алиментарным иммунодефицитам приводят недостаточность белка, витаминов и микроэлементов в пище. Из микроэлементов наиболее важное значение для нормальной функции иммунной системы имеют цинк и кобальт.
6. Физиологический гравидарный иммунодефицит. При беременности под влиянием плацентарного гормона хорионического гонадотропина возникает физиологическое иммунодефицитное состояние. Хорионический гонадотропин начинает секретироваться клетками трофобласта уже с 8-го дня беременности. Иммунодефицит при беременности необходим для нормального вынашивания плода, поскольку плодное яйцо является чужеродным для материнского организма. При патологическом течении беременности формируется иммунный ответ на антигены плодного яйца и развивается реакция отторжения. Острое отторжение проявляется самопроизвольным выкидышем (при сроке гестации до 28 недель) или преждевременными родами (при сроке гестации более 28 недель). Пролонгированное отторжение плодного яйца характеризуется иммунокомплексными повреждениями внутренних органов, прежде всего почек, и носит название гестоза, или позднего токсикоза беременности.